# Vesterlund Efterskole
Vesterlund Efterskole er en efterskole i Vesterlund nordvest for Give.
Efterskolen har fire profiler: gymnastik, musik, friluft og boglig undervisning. 
Den er rettet mod elever på 9. og 10. klassetrin og er inspireret af Grundtvigs tanker.
Skolen blev oprettet i 1921 som efterskole.
Tanken om en efterskole i Vesterlund blev fostret af folkeskolelæreren Wilhelm Grell. 
En række lokale folk stod sammen med Jens Jensen i spidsen og oprettede skolen, mens Grell blev forstander fra begyndelsen.
Han virkede i rollen frem til 1938 hvor han blev afløst af Aksel Meibom.
Senere kom Ingemann Stenstrup og derefter parret Anne Nyhus og Ole Kirk. De blev i 2019 afløst af Søren Haubjerg.
Fra 1937 til 2009 hed den Vesterlund Ungdomsskole.
Efterskolen 100-årsjubilæumsfest blev i 1921 udskudt på grund af coronaviruspandemien.
Daniel Rye og Kojo Musah har haft ophold på efterskolen.
En elev på skolen, Jeppe Nielsen, er på landsholdet i løbehjul (scoot).
Vesterlund har TeamGym  som et af deres linjefag.